# Creu de terme (Albesa)
La Creu de terme és una obra gòtica d'Albesa (Noguera) inclosa a l'Inventari del Patrimoni Arquitectònic de Catalunya.

## Descripció
Creu de pedra, inclosa dins el grup de les creus calvari, de caràcter delimitador.
Nus amb escuts i figuretes en els braços horitzontals de la creu en el capitell inferior hi ha les figures dels apòstols. Per la manera en que està treballada es pot incloure dins d'un gòtic florit.
Actualment aquesta Creu està situada en la confluència de dos carrers, aquest no és el seu lloc d'origen.

## Història
Els documents plenament catalans ens parlen de creus posades com a fites als confins d'una parròquia, d'una propietat, d'una població, o al límit de l'espai destinat a enterrament al voltant d'una església. La creu d'Albesa és delimitadora, però no se sap de què. Aquesta creu ha sofert diferents trasllats, si es té en compte que el lloc més antic on es recorda que ha estat és a la part vella del poble, podríem afirmar que es tracta d'una creu que havia estat el portal del poble, però això no es pot manifestar categòricament, ja que desconeixem si abans havia estat en un altre lloc. Podria tornar a ser traslladada, ja que impedeix que la casa del seu darrere sigui allargada.